# Crisi d'Åland

Illes Åland

La crisi d'Åland va ésser un dels primers assumptes sotmesos a l'arbitratge de la Societat de Nacions des de la seva creació. La demanda d'autonomia de la població de les Illes Åland no va ésser atesa, i la sobirania sobre les illes va ser retinguda per Finlàndia, tot i que es van donar garanties internacionals de permetre que la població podia seguir la cultura pròpia, fet que alleugeria l'amenaça d'assimilació per la cultura finlandesa, temuda pels illencs.

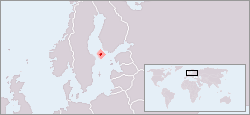
Ubicació de les illes Åland

Quan el 1917 es proclama la independència de Finlàndia, els alandesos reclamen el dret d'autodeterminació per unir-se a Suècia a l'Ateneu d'Aland el 20 d'agost del 1917. Reberen el suport tant del govern com del poble suec. El 2 de febrer del 1918 els alandesos demanaren ajuda oficialment als suecs per tal que se’ls annexessin, amb un plec de signatures de la major part de la població adulta, ja que a Godby es produeixen enfrontaments entre els Guàrdies Rojos i el Nystad (Uusikaupunki) Corps.Així, el 23 de febrer Suècia hi envià 600 soldats i ocupà militarment les illes, però les abandonà el 3 de març. Això ho aprofitaren els alemanys per tal d'organitzar un govern proalemany a Eckerö amb un parlament no escollit, per poder donar suport als independentistes finlandesos, i així ocupar també les illes.

## Autogovern amb Finlàndia
El 10 de juny del 1919 els alemanys abandonaren Aland, que serien ocupades per Finlàndia. Tres representants de les illes participaren en la Conferència de París del 1919. El 1920 el govern finès garantí als illencs l'autonomia, però no el dret de secessió, de manera que la qüestió fou transferida a la nova Societat de Nacions, ja que els activistes alandesos Julius Sundblom i Carl Björkman foren acusats d'alta traïció i hagueren d'abandonar les illes.
Pel juny del 1921 la Societat de Nacions declara que Finlàndia té la sobirania sobre les illes, però alhora diu que certes condicions pertanyents a la identitat nacional seran incloses en la legislació autonòmica oferta per Finlàndia, i que les illes seran declarades zona neutral i no fortificada. D'aquesta manera, el 9 de juny del 1922 (diada nacional de les illes) el govern finès de Rafael Erich concedeix un fort grau d'autonomia als illencs a canvi que no donin suport a les reivindicacions sueques. Gaudiran d'un parlament autònom o Landsting i d'un govern propi presidit per un Lantråd (primer ministre); el suec serà cooficial i serà l'únic idioma a l'ensenyament.
Se celebraran també les primeres eleccions al parlament local. Julius Sundblom (1865-1945) en serà el primer president i líder del moviment popular de retorn a Suècia. El 1938 els governs suec i finès aprovaren el Pla d'Estocolm per a militaritzar les illes, cosa que provocà les protestes dels illencs i del govern soviètic, raó per la qual al final no es va dur a terme. Tot i així, es van construir fortificacions des del 1939 al 1944, i en acabar la guerra es van demolir.
Després de la Segona Guerra Mundial, el 1947 es garantirà per les noves grans potències (EUA i URSS) la neutralitat i desmilitarització de les illes. Alhora, el govern finès aprova el 1951 una Llei de Revisió de l'Autonomia, mercè la qual els dona independència en la legislació d'afers interns i control autònom sobre l'economia de les illes. A més, aquesta llei no podrà ser rebutjada o esmenada per l'Eduskunta finès sense consentiment del Landsting alandès. El 1954, a més, es va aprovar l'ús oficial de la bandera de les illes.
Des del 1970 l'arxipèlag és membre del Consell Nòrdic. El 1978 es va construir un nou edifici de govern, i des del 1984 rep autorització per emetre segells de correu propis.